# Juan José Linz
Juan José Linz Storch de Gracia (24 de dezembro de 1926 - 1 de outubro de 2013) foi um sociólogo e cientista político espanhol nascido na Alemanha. Foi professor emérito de sociologia e ciência política da Universidade de Yale e membro honorário do Conselho Científico do Instituto Juan March. Ele é mais conhecido por seu trabalho sobre regimes políticos autoritários e democratização.

## Biografia
Linz nasceu em Bonn, Alemanha, em 1926. Sua mãe, de origem espanhola, voltou com ele para a Espanha em 1932. Formou-se em Direito e Ciências Políticas pela Universidade Complutense de Madri em 1947. Mudou-se para Nova York em 1950 e obteve o doutorado em sociologia pela Universidade de Columbia em 1959. Teve aulas com os sociólogos Robert K. Merton, Paul Lazarsfeld, Robert Staughton Lynd, e Kingsley Davis. Ele trabalhou em estreita colaboração com Seymour Martin Lipset. Ele escreveu uma dissertação de 900 páginas que consistia em "As Bases Sociais da Política da Alemanha Ocidental".
Linz tornou-se professor na Universidade de Columbia em 1961 e permaneceu na faculdade até 1969. Depois de uma breve estadia na Espanha para ajudar a desenvolver cursos para a nova Universidade Autônoma de Madri, ele retornou aos Estados Unidos e tornou-se professor em Yale em 1969. Ele permaneceu em Yale o resto de sua vida. Foi membro fundador do Comitê de Sociologia Política (CPS) da Associação Internacional de Sociologia (ISA), juntamente com Lipset, Raymond Aron, Shmuel Eisenstadt e Stein Rokkan; e foi presidente do CPS em 1971-1979). Foi Presidente do Conselho de Estudos Europeus (1973-1974) e Presidente da Associação Mundial de Pesquisa de Opinião Pública (1974-1976). Foi membro do Comitê Executivo do ISA (1974-1982) e do Comitê Científico (1974-1978).
Como professor, Linz orientou 65 dissertações. Seus alunos incluem Alfred Stepan, Arturo Valenzuela, Jan T. Gross, Houchang Chehabi e Miguel A. Centeno.

## Vida pessoal
Linz era casado com Rocío de Terán. Em 1 de outubro de 2013, Linz morreu, aos 86 anos, em New Haven, Connecticut.

## Pesquisa acadêmica
Além de seu trabalho sobre sistemas de governo, ele fez uma extensa pesquisa sobre as rupturas da democracia e a transição de volta a um regime democrático. Ele é autor de muitas obras sobre o assunto, incluindo Regimes Totalitários e Autoritários (1975/2000), Os Perigos do Presidencialismo (1990) e Problemas de Transição e Consolidação Democrática: Europa do Sul, América do Sul e Europa Pós-Comunista (1996, em coautoria com Alfred Stepan). Ele foi chamado de "um dos melhores sociólogos políticos do mundo" e era "lendário pela amplitude enciclopédica de seu conhecimento".

### Um regime autoritário: Espanha
Um dos primeiros trabalhos de Linz se concentrou na Espanha do general Francisco Franco e classificou o regime político espanhol como um "regime autoritário". Essa foi uma inovação importante porque, na época, os regimes tendiam a ser classificados como democráticos ou totalitários.
Linz definiu o autoritarismo como possuindo quatro qualidades:
- Pluralismo político limitado, realizado com restrições ao Legislativo, partidos políticos e grupos de interesse.
- Legitimidade política baseada em apelos à emoção e identificação do regime como um mal necessário para combater "problemas sociais facilmente reconhecíveis, como o subdesenvolvimento ou a insurgência".
- Mobilização política mínima e supressão das atividades anti-regime.
- Poderes executivos mal definidos, muitas vezes vagos e cambiantes, que ampliam o poder do executivo.[8]

### Totalitarismo e regimes autoritários
Nesta obra clássica, publicada em 1975 e republicada em 2000, Juan Linz fornece uma classificação enciclopédica dos tipos de regime político que desenvolve a distinção fundamental entre sistemas totalitários e autoritários e também apresenta uma discussão sobre regimes sultanistas.  Este trabalho foi fundamental para a literatura sobre autoritarismo. Nesta obra, Linz também fornece como "Teste de Fogo", uma lista de ações de políticos que podem colocar a democracia em risco. A lista de ações é:
- Recusa em repudiar inequivocamente a violência
- Disponibilidade para cercear as liberdades civis
- A negação da legitimidade de um governo eleito.[9]

### A Ruptura dos Regimes Democráticos
The Breakdown of Democratic Regimes é uma obra coeditada em quatro volumes com Alfred Stepan, que inclui o volume teórico de Linz The Breakdown of Democratic Regimes. Crise, Colapso e Reequilíbrio. Linz se concentrou em "como as pessoas no poder em um regime democrático, não apenas os oponentes, desempenharam um papel decisivo na derrubada da democracia". As rupturas de regime eram eventos contingentes e não inevitáveis. Este trabalho "desafiou as teorias marxistas, que destacaram causas econômicas, bem como outras abordagens que se concentraram em grupos de oposição para explicar por que os regimes democráticos colapsam".

### Problemas de Transição e Consolidação Democrática
Este trabalho sobre democratização, com Alfred Stepan, fornece uma comparação inter-regional de treze países da América do Sul, Europa do Sul e Europa pós-comunista. Introduz um novo enfoque nos problemas de Estado decorrentes de conflitos nacionalistas. Argumenta também que o tipo de antigo regime não democrático afeta trajetórias subsequentes de democratização. As ideias de Linz sobre o impacto de regimes não democráticos nas perspectivas de transições para a democracia lançaram uma nova vertente na literatura sobre regimes políticos que explora os pontos fortes e fracos de diferentes tipos de regimes autoritários.

## Publicações selecionadas
- Allardt, Erik; Littunen, Yrjö, eds. (1964). «An Authoritarian Regime: Spain». Cleavages, Ideologies and Party System. Col: Contributions to Comparative Political Sociology. Helsinki: Westermarck Society. pp. 291–341
- Dahl, Robert, ed. (1973). «Opposition to and under an Authoritarian Regime». Regimes and Oppositions. [S.l.]: Yale University Press. pp. 171–259
- Greenstein, Fred; Polsby, Nelson, eds. (1975). «Totalitarianism and Authoritarian Regimes». Macropolitical Theory. Col: Handbook of Political Science. 3. Reading, MA: Addison-Wesley Press. pp. 175–411 Republished as Totalitarian and Authoritarian Regimes. Boulder, CO: Lynne Rienner. 2000
- Linz, Juan J; Stepan, Alfred, eds. (1978). The Breakdown of Democratic Regimes. [S.l.]: Johns Hopkins University Press Four volumes.
- «Perils of Presidentialism» (PDF). Journal of Democracy. 1: 51–69. 1990. Cópia arquivada (PDF) em 17 de abril de 2016
- Linz, Juan J; Valenzuela, Arturo, eds. (1994). The Failure of Presidential Democracy. [S.l.]: Johns Hopkins University Press Two volumes.
- Linz, Juan J; Diamond, Larry; Lipset, Seymour Martin, eds. (1995). Politics in Developing Countries: Comparing Experiences with Democracy 2nd ed. Boulder, CO: Lynne Rienner
- Linz, Juan J; Stepan, Alfred, eds. (1996). Problems of Democratic Transition and Consolidation: Southern Europe, South America and Post-Communist Europe. [S.l.]: Johns Hopkins University Press
- Linz, Juan J; Chehabi, H E, eds. (1998). Sultanistic Regimes. [S.l.]: Johns Hopkins University Press
- Linz, Juan J; Stepan, Alfred; Yadav, Yogendra, eds. (2011). Crafting State-Nations: India and Other Multinational Democracies. [S.l.]: Johns Hopkins University Press